# Myotis lucifugus
Myotis lucifugus är en däggdjursart som först beskrevs av Leconte 1831. Den ingår i släktet Myotis och familjen läderlappar.
Artepitet lucifugus är det latinska ordet för "undviker ljus".

## Underarter
Catalogue of Life listar 5 underarter:
- Myotis lucifugus lucifugus (Le Conte, 1831)
- Myotis lucifugus alascensis Miller, 1897
- Myotis lucifugus carissima Thomas, 1904
- Myotis lucifugus pernox Hollister, 1911
- Myotis lucifugus relictus Harris, 1974

## Beskrivning
Myotis lucifugus har en längd mellan 6 och 10 cm, ej inräknat svansen på 3 till 6,5 cm och en underarmslängd mellan 3 och 4 cm, som ger den en vingbredd på 22 till 27 cm. Vikten varierar mellan 5 och 14 g. Pälsen är glänsande och har en färg som går från mörkbrun över olivbrun, ljusare brun till rödaktig. Buken är ljusare färgad. Albinistiska former finns också. Vingarna är nästan helt hårlösa och mörkbruna eller svarta. Honorna är större än hanarna.
Ekolokalisationslätet har en medelfrekvens på 45 kHz; lätet är emellertid frekvensmodulerat och varierar mellan 40 och 80 kHz. Dessutom har de ett läte för att varna andra fladdermöss som de riskerar att kollidera med som ligger på 25 kHz.

## Ekologi
Arten lever främst i skogar nära vattensamlingar, men vissa underarter kan påträffas i habitat utan tillgång till vatten, där individerna tillgodogör sitt vattenbehov genom att slicka i sig vatten från grottväggar eller sin egen päls. För övrigt lever fladdermusen i flera olika habitat, som våtmarker, skog, savann eller andra gräsmarker, chaparral, bergsområden, sanddyner och öken, jordbruksmarker och bebyggda områden. Viloplatser, både för dagssömnen (arten är, som de flesta fladdermöss, nattaktiv) och för nattvila utgörs av träd, timmerupplag, utrymmen under klipputskott och byggnader. Dagutrymmena är vanligtvis mörka och väl skyddade, medan utrymmena för nattvila är förlagda på gott avstånd från sovplatserna för att inte exkrementerna skall avslöja fladdermössens närvaro. Särskilda yngelutrymmen, främst avsedda för dräktiga honor och honor med ungar förekommer också. De påminner om dagutrymmena men är varmare. Yngelutrymmena återanvänds år från år.
Myotis lucifugus putsar sig flitigt, och använder klorna för att reda ut pälsen, samt munnen för att putsa vingarna.
Beroende på höjd och geografiskt läge går arten i vintersömn mellan september och november och vaknar igen mellan mars och maj.

### Föda och predation
Likt de flesta fladdermöss är arten nattaktiv, och flyger efter föda två till tre timmar efter skymningen. En andra jaktperiod kan förekomma strax före gryningen. Födan består av både flygande insekter som fladdermusen flyger ifatt,och stillasittande insekter som fladdermusen plockar upp från underlaget i flykten. 
Själv utgör Myotis lucifugus föda för många djur som möss, vesslor, amerikansk mård, fiskmård, tvättbjörn, tamkatt, ugglor, hökartade rovfåglar och ormar.

### Fortplantning
Hanar och honor parar sig under sensommar till höst. Det förekommer även att en aktiv hane kan para sig med en annan individ som redan gått in i vinterdvala. Vid denna typ av parning är partnern i 35 % av fallen en hane. En parad hona sparar säden i sin kropp och den egentliga befruktningen sker inte förrän till våren. Efter en dräktighet av 50 till 60 dygn föds en eller i undantagsfall två ungar i juni till juli. De dias i tre till fyra veckor, och kan i regel flyga efter tre. Individerna blir könsmogna efter 7 månader. Medellivslängden är 6 till 7 år; det är dock inte ovanligt att individerna blir mer än 10 år gamla; den längsta konstaterade åldern var en hane som blev 31 år.

## Utbredning
Myotis lucifugus är en nordamerikansk art, vars utbredningsområde sträcker sig från mellersta och södra Alaska över mellersta och södra Kanada till större delen av USA (med undantag av den mest centrala delen, sydöstkusten och Florida) till norra Arizona och norra New Mexico. Den har även påträffats i Mexiko.

## Bevarandestatus

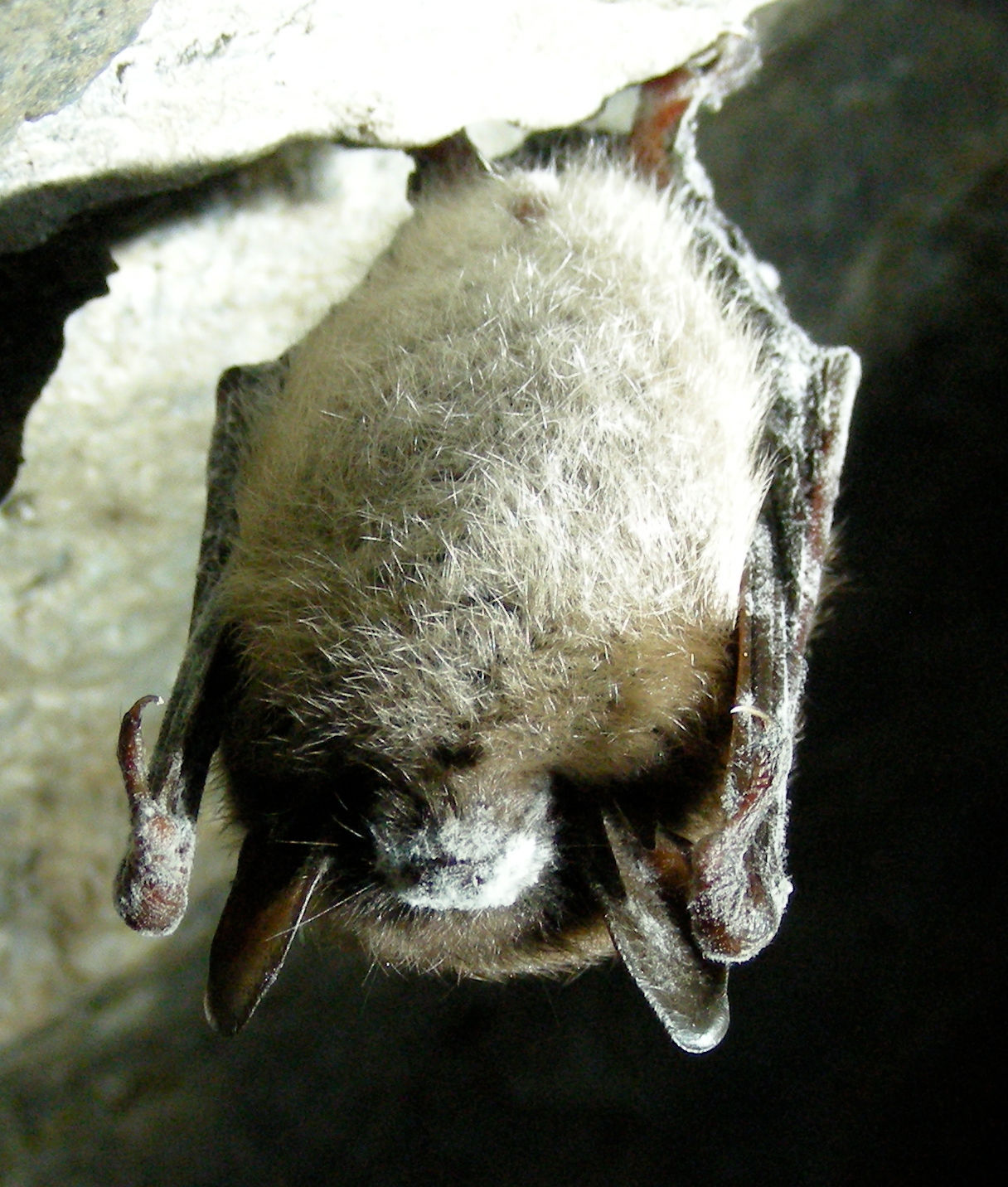
Övervintrande Myotis lucifugus som lider av White nose syndrome.

IUCN kategoriserar arten globalt som livskraftig, och populationen var åtminstone 2008 stabil. IUCN har inte angivit några hot; emellertid har man sedan 2007 kunnat konstatera kraftiga utbrott hos fladdermöss i samband med övervintringen av en dödlig svampsjukdom, White nose syndrome. Man har numera (2010) konstaterat fall av sjukdomen hos denna art, något som påtagligt förändrat hotbilden för denna art; för vissa övervintringsplatser har man kunnat konstatera en så stor dödlighet som 90 %.

## Bildgalleri

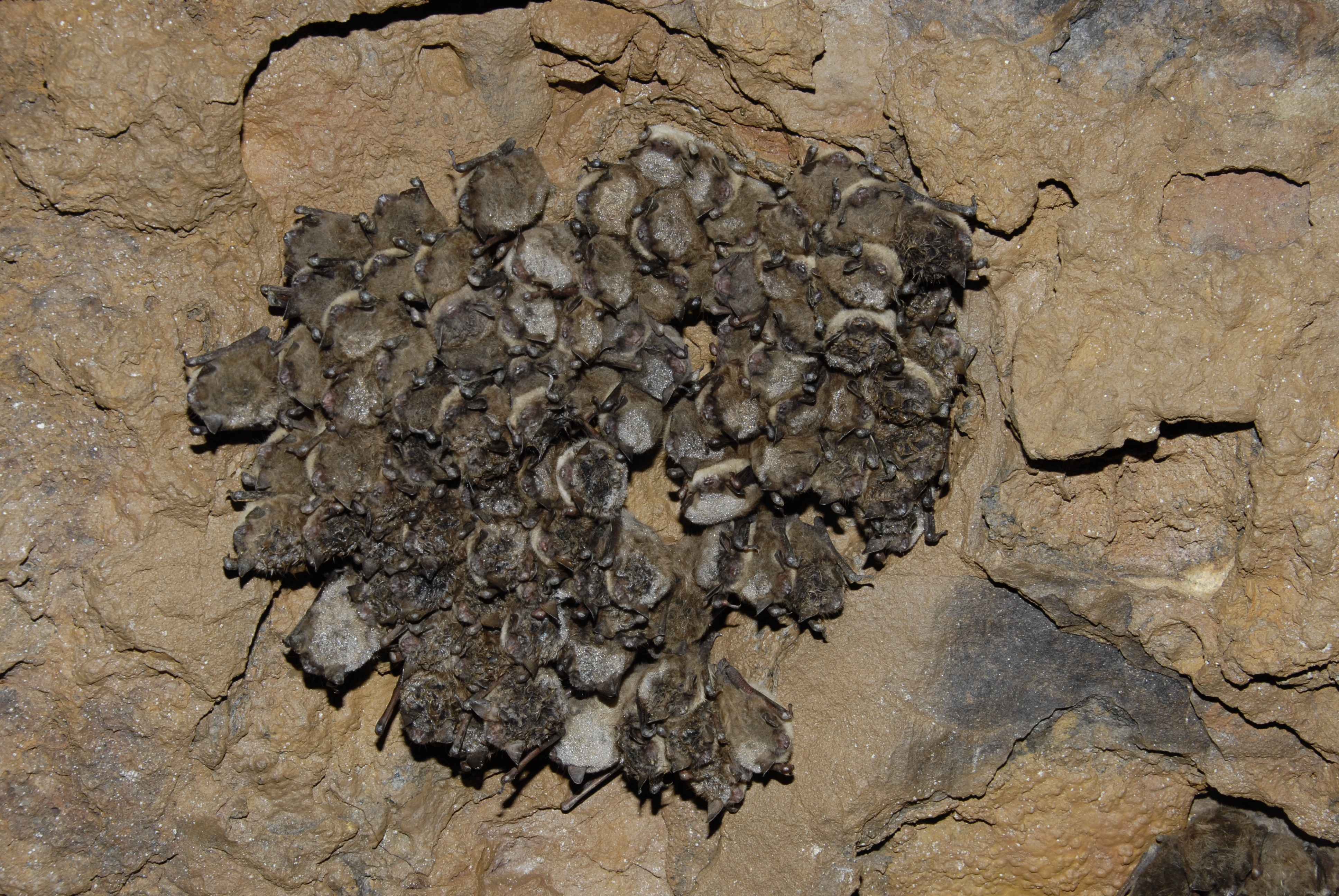
En samling av Myotis lucifugus.
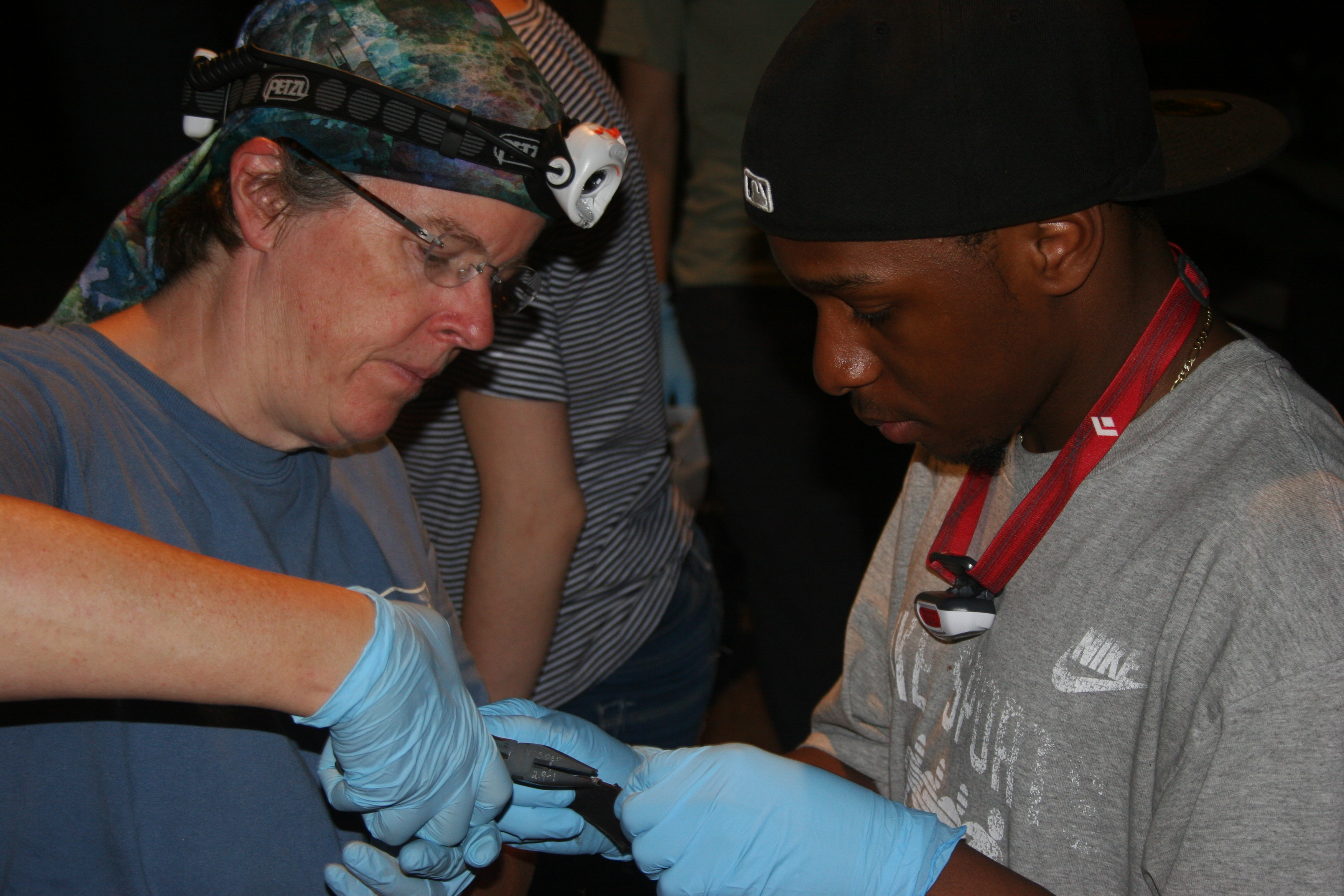
En Myotis lucifugus-individ som blir märkt med vingband.
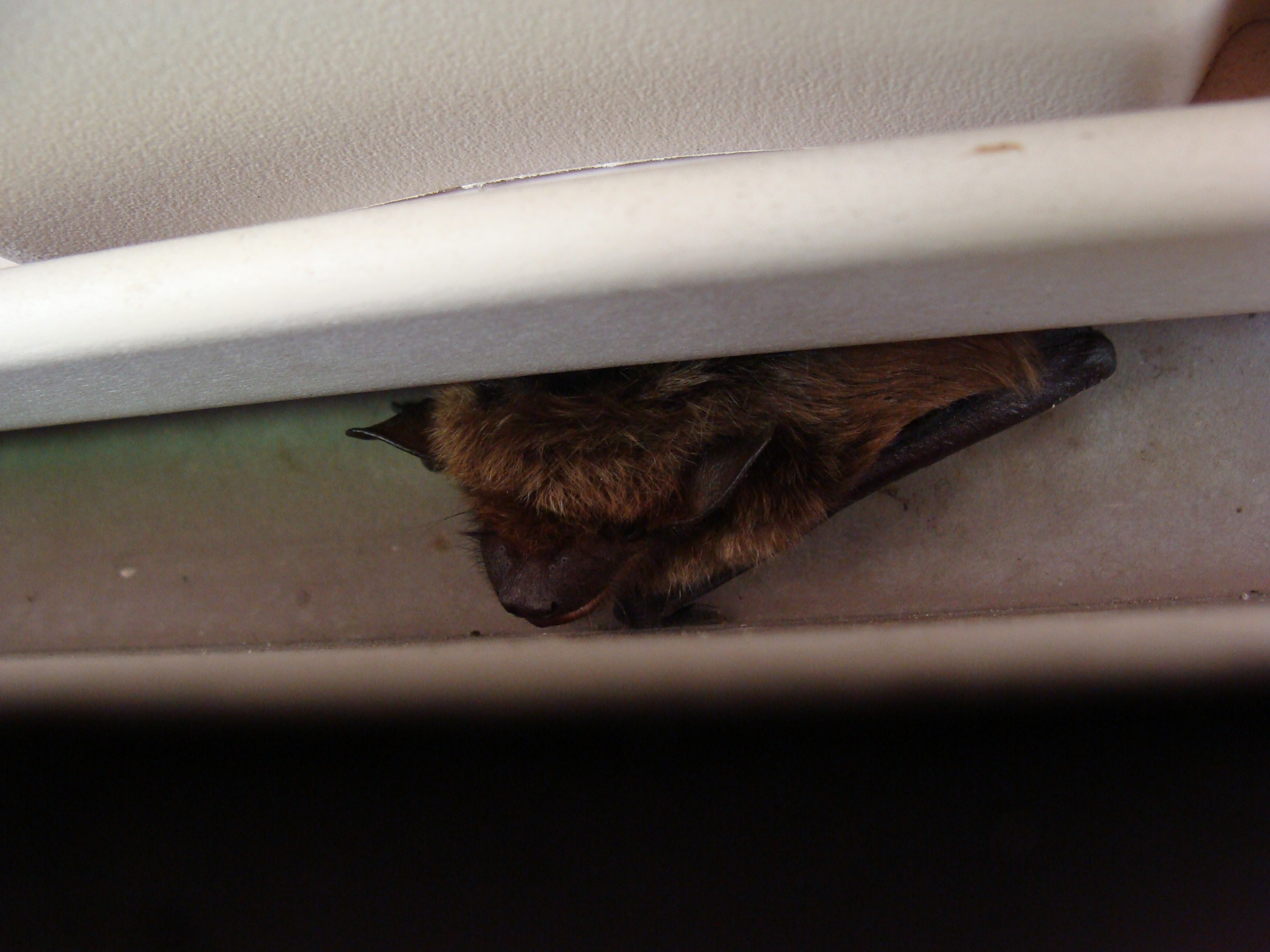
Myotis lucifugus som övervintrar i vindsutrymme.